# زراره السفلى (فرع العدين)

تعديل مصدري - تعديل

زراره السفلى محلة تابعة لقرية جهية، التابعة لعزلة الوزيرة بمديرية فرع العدين إحدى مديريات محافظة إب في الجمهورية اليمنية، بلغ تعداد سكانها 225 حسب تعداد اليمن لعام 2004.